# Geula Zylberman
Geula Kohen Moradov, comúnmente conocida como Geula Zylberman o Geula (nacida el 16 de mayo de 1931 en Tel-Aviv, Israel) es una artista israelí del impresionista abstracto nacionalizada venezolana.

## Trayectoria
Emigró a Venezuela en 1940. Alcanzó la fama nacional en 1969 como parte del movimiento figurativo que se arraigó en América Latina, pintando pintorescos paisajes venezolanos y retratos de renombre de Simón Bolívar. La positiva aclamación de la crítica nacional la catapultó al reconocimiento internacional entre 1971 y 1989, por sus pinturas y murales con exposiciones en países como Israel, Estados Unidos, Canadá, Bélgica, Brasil, Francia, Rumania y Honduras. Más recientemente, fiel a sus raíces ancestrales, Geula ha cambiado a pintar temas de Judaica con un fuerte estallido sionista y un sentimiento nacional israelí. Como resultado, la obra de arte de Geula ha sido constantemente representativa de la identidad venezolana o israelí. Su arte se ha exhibido en edificios federales y gubernamentales venezolanos, la Knesset israelí, así como en los principales museos y colecciones privadas de todo el mundo.

### Educación
Geula comenzó sus estudios de artes en 1947, bajo la tutela de los profesores Carlos Otero, Gols Soler, Marcos Castillo, Rafael Monasterio, J.J. Espinosa y R.M. Durban en Caracas, Venezuela. Después de completar su primer esfuerzo estudiando con estos profesores en 1952, dedicó la mayor parte de su tiempo a su vida familiar personal. Luego, entre 1956 y 1959, continuó sus estudios asistiendo a la Escuela Nacional de Bellas Artes en Caracas, y finalmente viajando al extranjero para estudiar - como observadora - la evolución de las artes plásticas en París, Ginebra y Barcelona y la Academia de artes y diseño Bezalel en Israel. A su regreso a Venezuela en 1959, asistió a la Escuela de Artes Plásticas "Cristóbal Rojas" bajo la tutela del profesor Rafael Martin Durban, también estudió "Escultura y Vaciado" bajo la tutela del profesor Sergio Rodríguez y "Escultura y Modelado" bajo la tutela del profesor Juan Jaén en Caracas hasta 1962.
En 1965, decidió cambiar su área de enfoque de estudio, persiguiendo esfuerzos académicos que le darían la oportunidad de hacer la transición a convertirse ella misma en profesora de arte. Fue en este punto cuando se inscribió en cursos intensivos sobre "Pedagogía Terapéutica" en el Instituto Universitario AVEPANE, un curso sobre "Pedagogía Didáctica" copatrocinado por la Universidad Hebrea de Jerusalén en 1968, y finalmente un curso sobre "Artes Plásticas Pre-Escolar" en el Ministerio de Educación, estos tres en la ciudad de Caracas, Venezuela.

## Exposiciones

### En Venezuela
Las obras de arte de Geula se han exhibido en una serie de museos, edificios gubernamentales y colecciones privadas. En 1971, formaba parte de un selecto grupo de artistas locales e internacionales, presentando su trabajo en el Museo de Bellas Artes de Caracas junto con Jesús Soto, Francisco Narváez, Rodin y Pablo Picasso. Entre el 7 y el 17 de octubre del mismo año, Geula presentó 56 pinturas en la Galería de Arte Sans Souci de Caracas. De esta exposición, algunos de los principales periodistas venezolanos, como Orlando Materan Alfonso, la describieron como "Geula Color y Emoción", admirando sus "paisajes con sentimientos profundos y colores de tierra tropical". El Daily Journal escribió que: "el folclore y el paisaje venezolanos constituyen el tema de la mayoría de las pinturas de Geula, que se ejecutan en un estilo muy particular".

### Internacionales
Geula también representó a Venezuela en la primera Feria "Sol del Caribe" celebrada en el Hotel InterContinental de Curazao del 19 de noviembre al 5 de diciembre de 1971.
En el año 1972, algunas de las pinturas de Geula se presentaban en la Sede de las Naciones Unidas en representación de Venezuela y en la Galería Winston en la ciudad de Nueva York.
Entre 1960 y 1979, su arte se exhibió en el extranjero en Culture House (Jaffa, Israel), la Plaza de las Naciones Unidas (Ciudad de Nueva York, EE. UU),, Exposición de Intercambio Intercultural (en Bucarest, Rumania)  Edificio Conahotu (Ciudad de Nueva York, EE. UU.), y la Primera Feria Internacional Sol del Caribe, Hotel Intercontinental, Curazao.

### Vuelta a Venezuela
Tuvo múltiples exposiciones en Caracas: en la Biblioteca Nacional, en la Casa de Convenciones de la Unión Israelí, el Palacio de las Industrias - Sabana Grande, en el Salón de Pintura Juan Lovera, en el Centro Cultural de la Unión Israelí "Shalom Aleijem",  una en el Ministerio de Educación, una en la Sandu Gallery de Hilton Hotel, y en la Galería Chagall. 
En el resto del país, destacan: en la Escuela Naval "Mamo", en Maiquetia; en el Colegio Médico, en Maracaibo; Colegio de Arquitectos en Mérida; y en Guardia Nacional Club, en El Paraíso.

## Obra de arte
Antes de su forma más reciente de arte abstracto impresionista, Geula era conocida por sus obras de arte y lienzos de paisaje tradicionales que ilustraban a la ciudadanía venezolana y sus profesiones: desde el vendedor del mercado campesino, hasta el sastre de inmigrantes judíos que representaba la ola migratoria de judíos asquenazíes y sefardíes que llegaron a Venezuela en la primera Las imágenes de su arte fueron ilustradas repetidamente en las principales revistas venezolanas como Galaxia 71, una revista dedicada a las artes en América Latina, la revista ellas , que atrajo a una fuerte audiencia femenina, y la revista La Semana con una distribución semanal de 40.000 impresiones, lo que la convierte en una de las revistas de Venezuela con mayor circulación. Sus obras de arte, numerosas entrevistas y reseñas se publicaron en los principales periódicos de Venezuela entre 1969 y 1972, como La Religión, El Mundo Israelita, El Nacional, La Verdad, El Mundo, El Universal y The Daily Journal, el periódico en inglés de Venezuela.
Las obras maestras más recientes de Geula son una serie de murales abstractos de 4' por 6' completados entre 1995 y 1998.

## Matrimonio y descendencia
Geula se casó con Gerszon Zylberman, un ciudadano polaco que se alistó en el ejército británico durante la Segunda Guerra Mundial el 24 de septiembre de 1950 en Rehovot, Israel. Luego de un par de años en Israel, regresaron a Caracas donde se establecieron formando una familia con tres hijos: Yaeli Zylberman, Ygal Zylberman e Ilana Zylberman. Geula fue citada célebremente cuando el periodista Gotmar Nalber le preguntó: "¿Cuál es tu mejor cuadro?" a lo que ella respondió "Mis tres hijos..."

### En redes sociales
- Geula Zylberman en Facebook
- Geula Zylberman en Instagram

- Datos: Q5554810